# Starokatoliška cerkev
Izraz Staro-Katoliška Cerkev označuje krščansko Cerkev, ki izhaja iz rimsko-katoliškega izročila, vendar pa ni polno povezana z Rimskokatoliško cerkvijo, 
Najbolj znane in najbolj številčne so Starokatoliške cerkve v Nemčiji, Avstriji in Švici. Nastale so po Prvem vatikanskem koncilu (1870) na pobudo tistih katoličanov, ki niso hoteli sprejeti koncilske dogme o papeški nezmotljivosti in njegovem dejanskem vrhovnem primatu v Cerkvi. Najostrejši kritik koncila je bil münchenski profesor cerkvene zgodovine Ignaz von Döllinger. Menil je, da je s koncilskimi sklepi ogrožena in odpravljena prastara ureditev Cerkve, v kateri ima glavno vlogo škofovska služba. Po novem papež ni več prvi med enakimi, pač pa ima višjo oblast kot vsi drugi škofje. Döllinger je bil sicer proti razkolu z Rimom, vendar pa kompromisa ni bilo možno doseči in Rimskokatoliška cerkev je Döllingerja izobčila. Po tem dejanju, so se Döllingerjevi somišljeniki zavzeli za ustanovitev samostojne Starokatoliške Cerkve.
Nekoliko drugačno zgodovino ima Starokatoliška cerkev na Nizozemskem (nekateri jo imenujejo tudi Janzenistična cerkev). Nadškofija v Utrechtu je delovala v okviru Rimskokatoliške Cerkve od konca 7. stoletja. Leta 1723 je prišlo do spora s papežem, ki ni hotel potrditi nadškofa Corneliusa van Steenovena, ki so ga izbrali Nizozemci. Ta nadškof pa je hitro postavil še nekaj sebi podrejenih škofov in vodil nadškofijo neodvisno od Rima. Papež je uporniške škofe izobčil in leta 1853 postavil svojo lastno garnituro škofov, ki so jih začeli imenovati »novi katoliki«. Istočasno se je prejšnjih nizozemskih škofov in njihovih somišljenikov prijelo ime »starokatoliki«. Po Prvem vatikanskem koncilu so ti starokatoliki prevzeli pokroviteljstvo nad novonastalimi starokatoliškimi Cerkvami v Nemčiji, Avstriji in Švici in poskrbeli tudi za apostolsko nasledstvo starokatoliških škofov po Evropi (to pomeni, da je škofovsko posvečenje starokatoliških škofov veljavno po rimskokatoliških in po pravoslavnih merilih).
Po tem je bilo ustanovljenih še več Starokatoliških Cerkva (npr. na Češkem, Slovaškem, Poljskem, Hrvaškem, Sloveniji, v ZDA, itd). Večina starokatoliških Cerkva je danes povezanih v Utrechtsko zvezo. Cerkve iz Utrechtske zveze so v polnem občestvu med seboj, poleg tega pa še z Anglikansko cerkvijo in z neodvisno Filipinsko cerkvijo.

## Teološki nauk Staro-Katoliških cerkva utrechtske unije
Starokatoliki imajo veliko skupnega z Rimskokatoliško cerkvijo in s pravoslavnimi Cerkvami:
- Priznavajo apostolsko nasledstvo
- Priznavajo sedem zakramentov: krst, obhajilo (pod obema podobama), birmo, pokoro, zakon, bolniško maziljenje in duhovniško posvečenje (v treh stopnjah)
- Priznavajo nicejsko-carigrajsko veroizpoved v originalni obliki (brez dodatka Filioque)

Nekaj razlik v primerjavi z drugimi krščanskimi Cerkvami:
- Priznavajo samo dogme, ki so bile sprejete na prvih sedmih ekumenskih koncilih - tj. pred veliko shizmo
- Laikom dajejo več možnosti pri odločanju o cerkvenih zadevah
- Od leta 1873 ne zahtevajo duhovniškega celibata
- Od leta 1877 uporabljajo pri bogoslužju domači jezik
- Dopuščajo tudi žensko duhovništvo (prva ženska, ki so jo posvetili v duhovnico, je bila Angela Berlis leta 1996)
- Dopuščajo razvezo zakonske zveze in ponovno poroko
- Zavračajo tajno spoved v rimskokatoliški obliki - kot zakrament štejejo spokorno bogoslužje
- Nasprotujejo pretiranemu čaščenju svetnikov
- Ne zahtevajo obveznega posta, pač pa to prepuščajo osebni odločitvi posameznika
- Tega nauka se držijo članice utrechtske zveze, ne pa tudi ostale SKC -
- ČLANICE SEVERNO-AMERIŠKE UNIJE, ŠPANSKE UNIJE TER PORTUGALSKE UNIJE STAROKATOLIŠKIH CERKVA
- Ameriška unija starokatoliških Cerkva, unija španskih in portugalskih starokatoliških Cerkva, mednje sodi tudi slovenska Staro-Katoliška Cerkev Svetega Krištofa, s sedežem v Ljubljani, ki sicer cerkveno-juridično spada pod Nadškofijo na Hrvaškem je bližja Rimsko-katoliški ureditvi, uporablja tudi latinski jezik, duhovniki še vedno lahko mašujejo latinsko in jo včasih imenujejo tudi kar Rimsko-Starokatoliška Cerkev, saj zavrača novotarije, ki jih je uvedla Utrechtska unija. Unije "Rimsko"Staro-Katoliške Cerkve zavračajo: žensko duhovništvo, istospolne poroke, duhovniki so lahko v celibatu ali pa se poročijo. Ta unija, ki je bližja Rimsko-Katoliški ureditvi, uporablja Rimski Pontifikal, Rimski obrednik in Rimski misal, spada pod Staro-Katoliško Nadškofijo na otoku Rabu, in v cerkveno pokrajino (Metropolijo) na Češkem (Nitra).

Starokatolištvo je že od začetka ekumensko usmerjeno in dobro sodeluje tudi s protestantskimi verskimi skupnostmi.

## V naših krajih
V času Avstro-Ogrske se je Starokatolištvo razširilo tudi po slovenskih krajih. Ozemlje današnje Slovenije je spadalo pod starokatoliško župnijo na Dunaju.
V stari Jugoslaviji je Vidovdanska ustava iz leta 1921 Staro-Katoliško Cerkev izrecno navajala med dopuščenimi Cerkvami (člen 21). Od 1918 je bila za slovensko ozemlje pristojna župnija v Zagrebu, leta 1936 je bila ustanovljena župnija v Ljubljani, pozneje pa še v Celju in Mariboru.
Leta 1946 je bila v Sloveniji ustanovljena samostojna Staro-Katoliška Cerkev Slovenije. Komunistična oblast je to do neke mere podpirala, da bi se zoperstavila Rimskokatoliški cerkvi, vendar ta Cerkev nikoli ni imela veliko članov. Staro-Katolištvo temelji na trdnem stališču majhnih občestev, kapelic, župnij, vikariatov, misijonov. Škof ima vlogo, ki jo je imel pred 1. Vatikanskim koncilom in je tako tudi pastoralno bolj vpet v majhna cerkvena občestva. Staro-Katoliški duhovniki nikoli niso zahtevali plačila za opravljeno versko službo, saj so ponekod v svetu in Evropi starokatoliški duhovniki zaposleni/duhovniki-delavci.
Leta 1994 je bila Staro-katoliška Cerkev v RS izbrisana iz Registra Cerkva/verskih skupnosti (sedes vacante, po smrti škofa Kovačiča). Zaradi pastoralnih potreb so bil verniki pastoralno oskrbovani iz sosednjega Beljaka, Gradca ali Zagreba. Želja po ponovni vzpostavitvi in neprekinjenemu delovanju SKC v RS je ponovno zaživela v letu 2015, ko so stekli pogovori s hrvaško Staro-Katoliško nadškofijo Svetega Kristofora. Neuradno je vzpostavitev Staro-Katoliške Cerkve Svetega Krištofa v Sloveniji ponovno zaživela leta 2016, uradno pa z nadškofovim dekretom 21. januarja 2017.
Dr. Rinaldo DiRicchardi-Muzga, mag.theol.,  je bil z dekretom nadškofa Msgr. Dr. Leonarda Bega imenovan za nadškofovega namestnika za Slovenijo do izvolitve in posvečenja novega škofa za Slovenijo. 